# Kostel svatého Vavřince (Jinonice)
Kostel svatého Vavřince v Butovicích, části Jinonic v Praze, je původně románská stavba datovaná do 11. století.

## Poloha

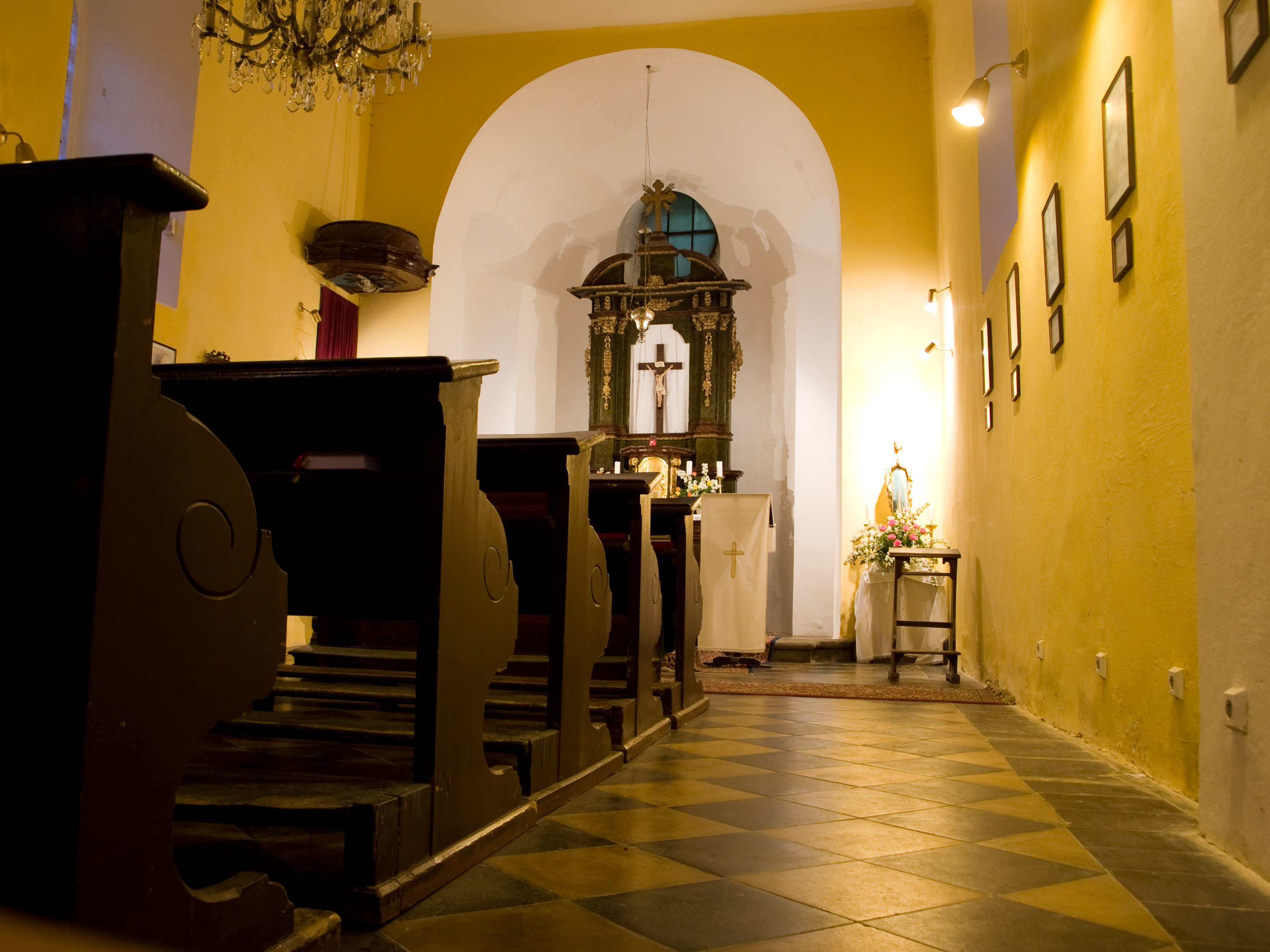
Interiér kostela

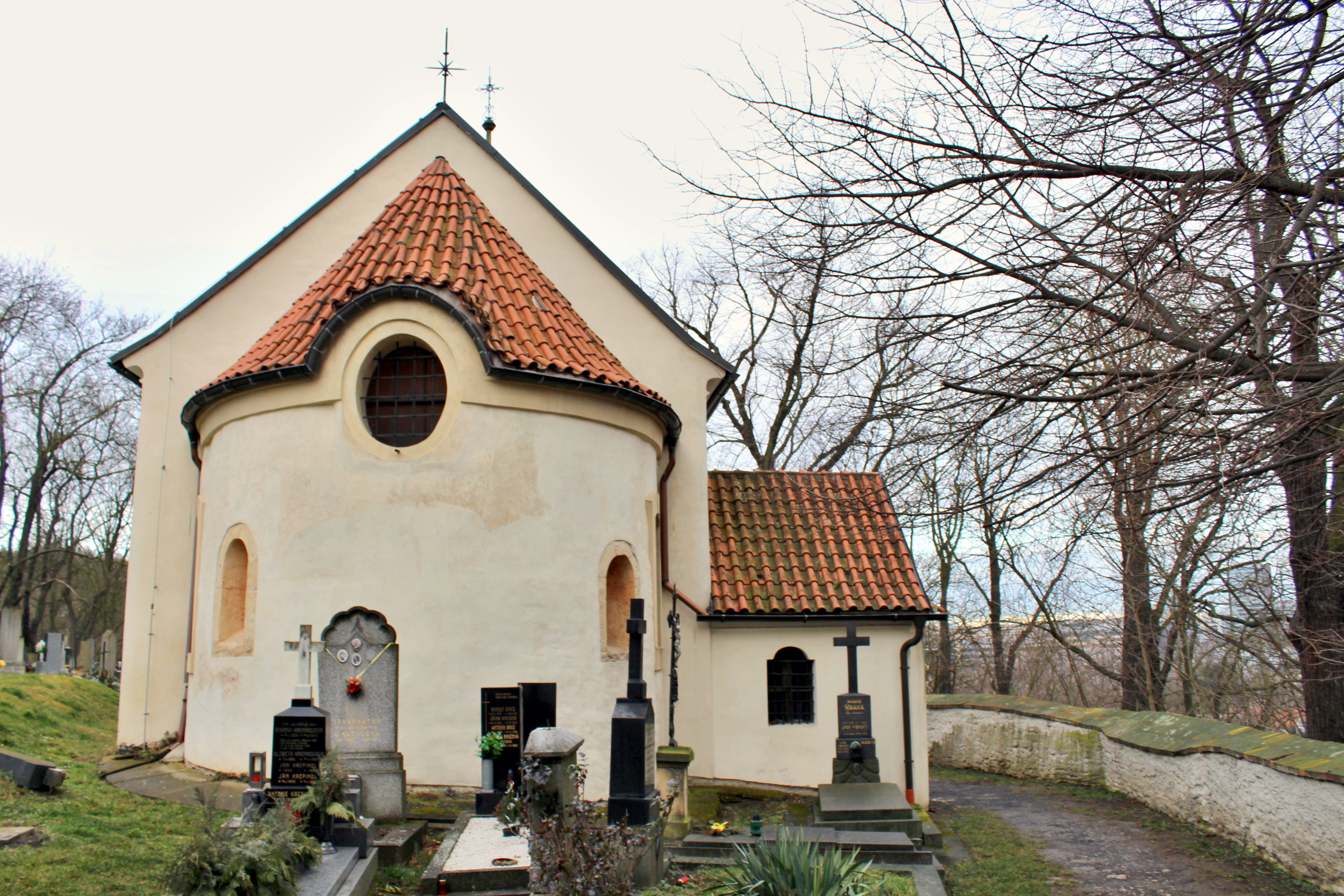
Pohled na apsidu kostela

Kostel leží ve starých Butovicích, které dnes spadají do katastrálního území Jinonice. Stojí na křižovatce ulic U opatrovny a Vavřinecká přibližně kilometr od stanice metra Jinonice, od které je dostupný po žluté turistické značce. Nedaleko se nachází také Prokopské údolí.

## Historie

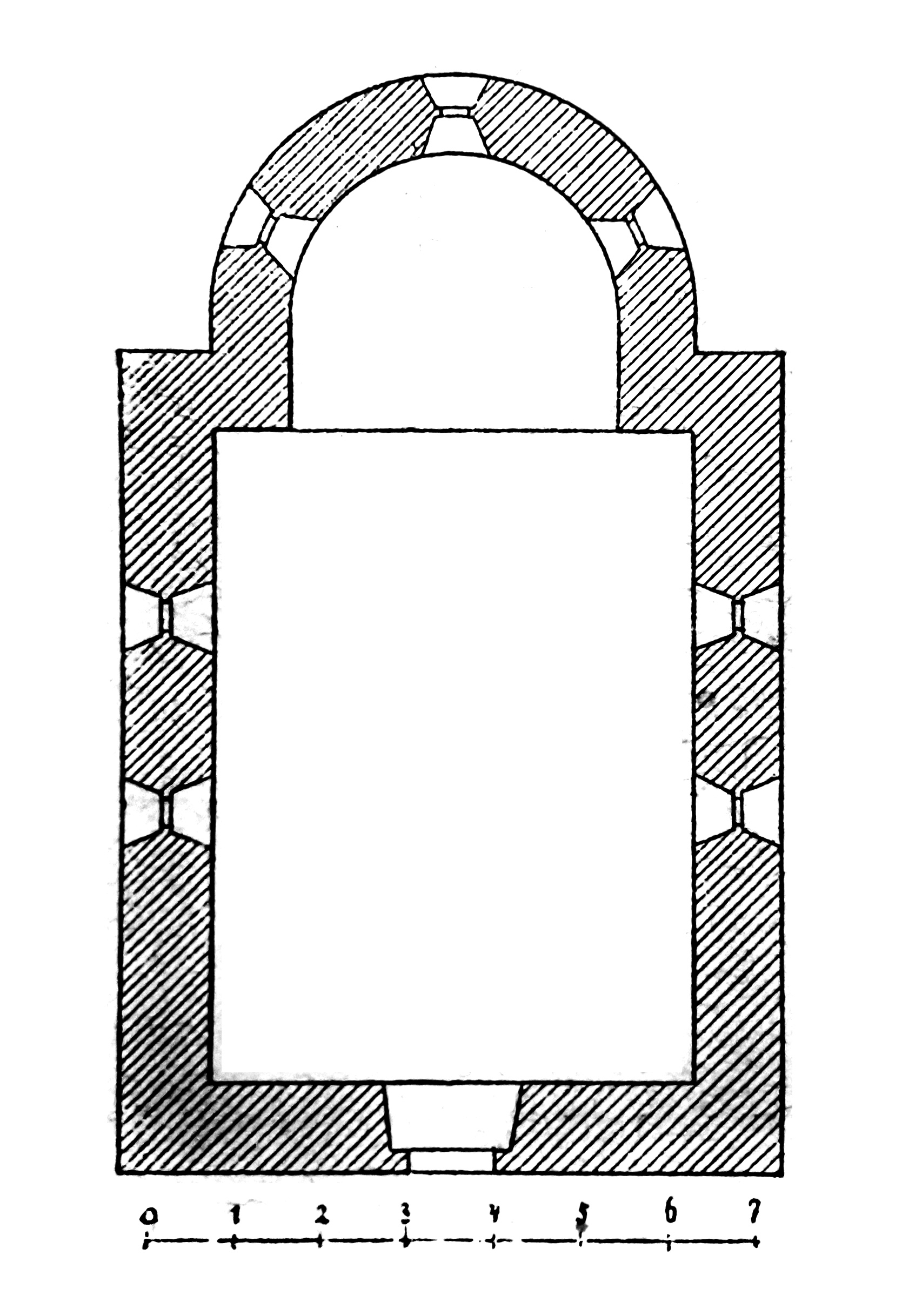
Půdorys kostela podle F. J. Lehnera z roku 1894

První písemná zmínka o kostele pochází ze 13. století, avšak dle použitého kvádříkového zdiva prvků pochází stavba pravděpodobně již ze století jedenáctého. Jedná se tak o jeden z nejstarších kostelů na území Velké Prahy. Z původní stavby se zachovala pouze apsida a krypta o délce čtyř metrů obsahující několik hrobů.
Kostel byl rekonstruován v roce 1571 a na konci 18. století, kdy byl přestavěn v barokním slohu a byla dostavěna sakristie. V roce 2005 proběhly v kostele restaurátorské práce, které odhalily zbytky kvádříkového zdiva a románská okénka.
Zatím poslední přestavba proběhla v letech 1894–⁠⁠⁠⁠⁠⁠1901.

## Zvonice a hřbitov
V těsné blízkosti kostela se nachází také dřevěná zvonice a hřbitov se šestibokou pohřební kaplí. Ve zvonici byly původně umístěny zvony tři, avšak dodnes se dochoval pouze největší – Vavřinec. Zvonice je plně funkční.

Zvon Vavřinec (hmotnost 500 kg) ve dřevěné zvonici
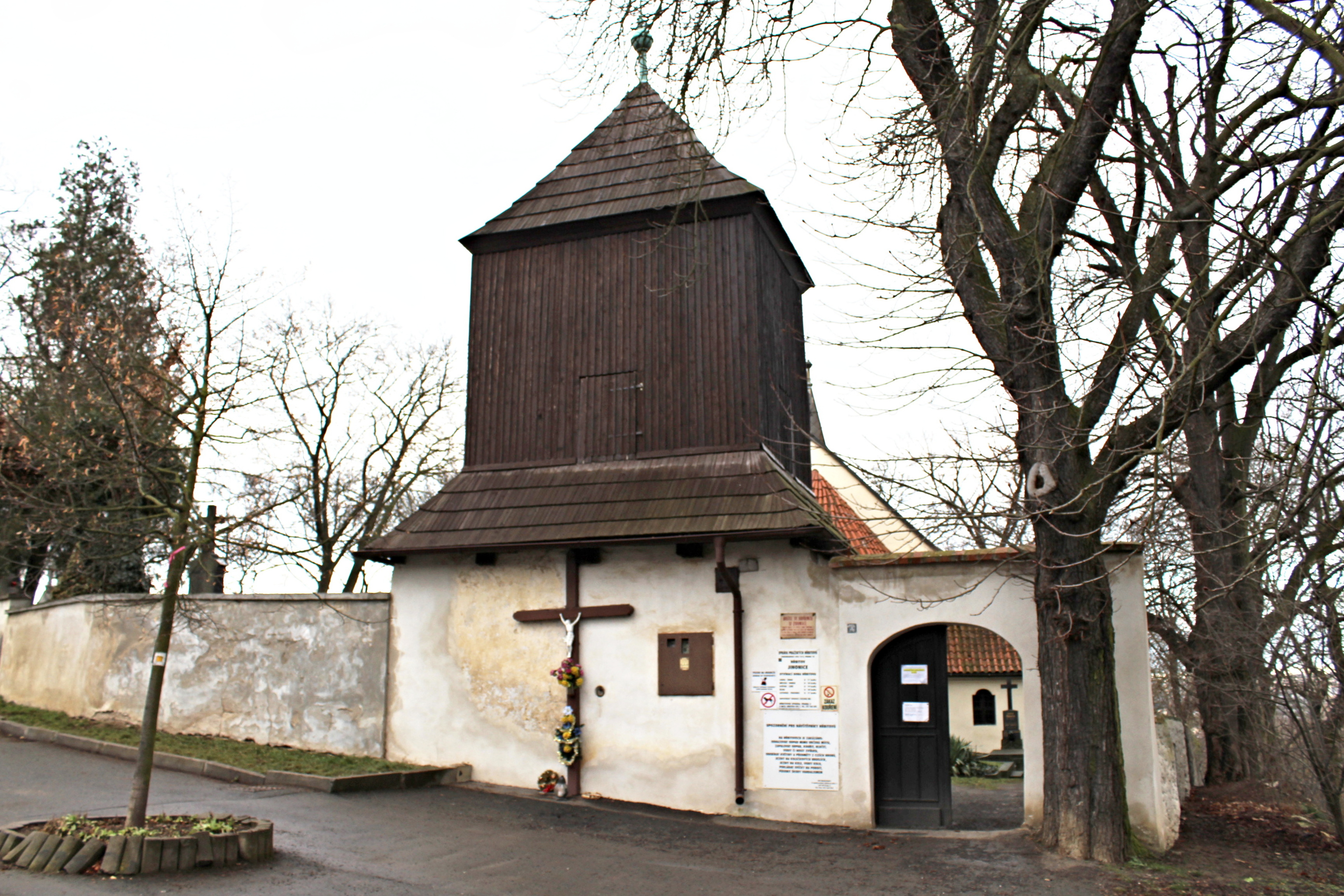
Dřevěná zvonice
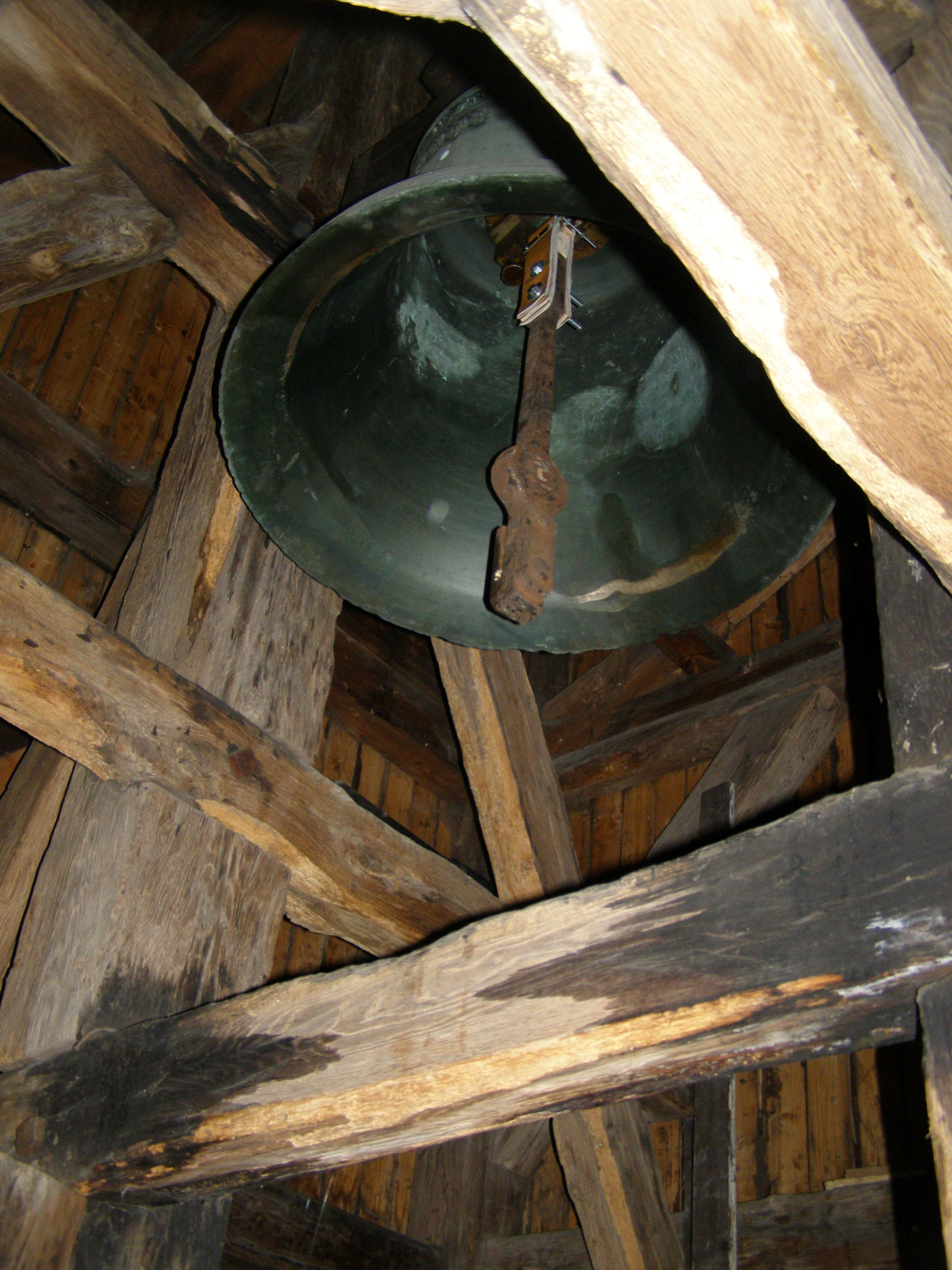
Jinonice, Praha 5, Noc kostelů, 23. května 2014
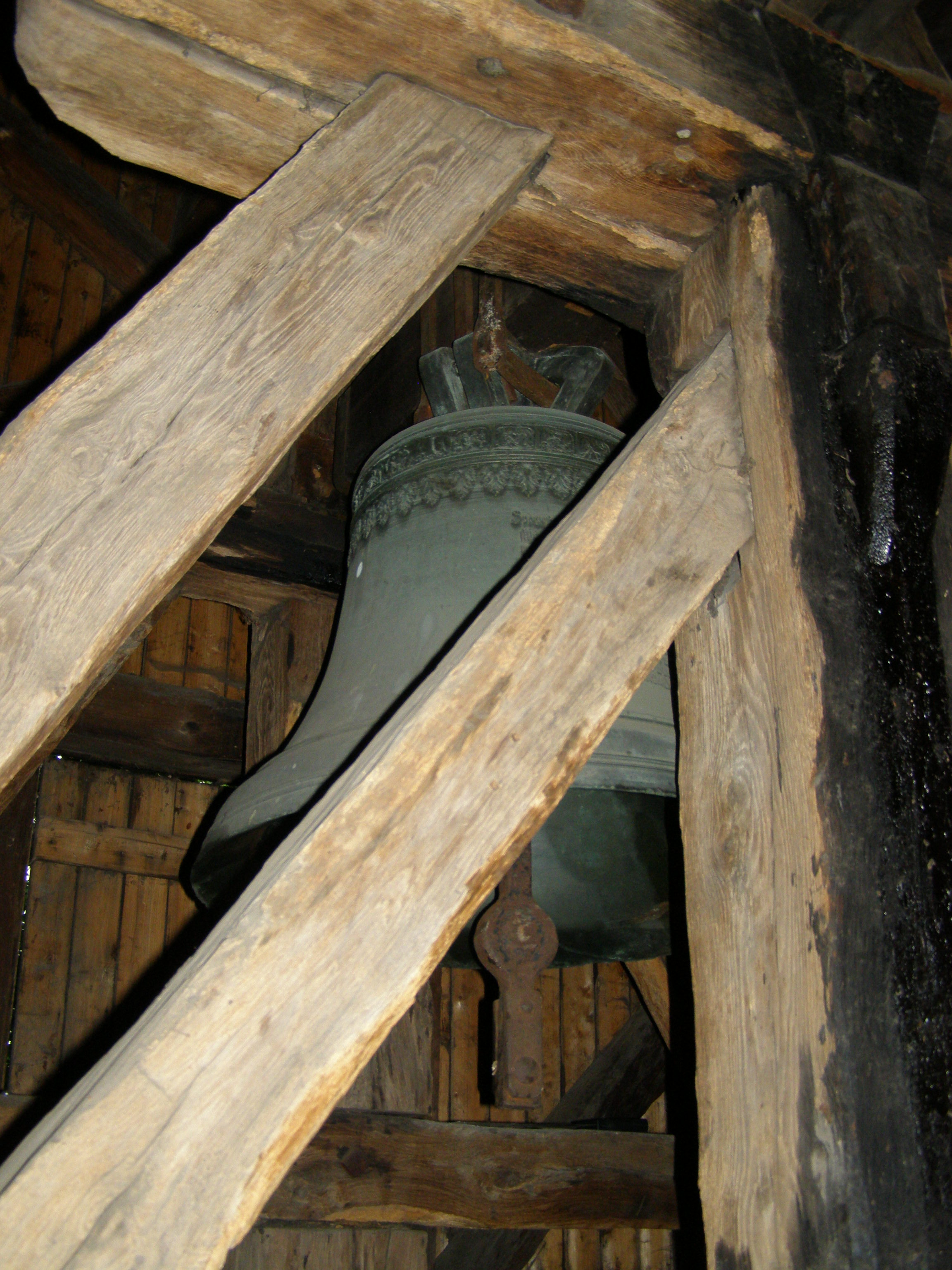
Jinonice, Praha 5, Noc kostelů, 23. května 2014
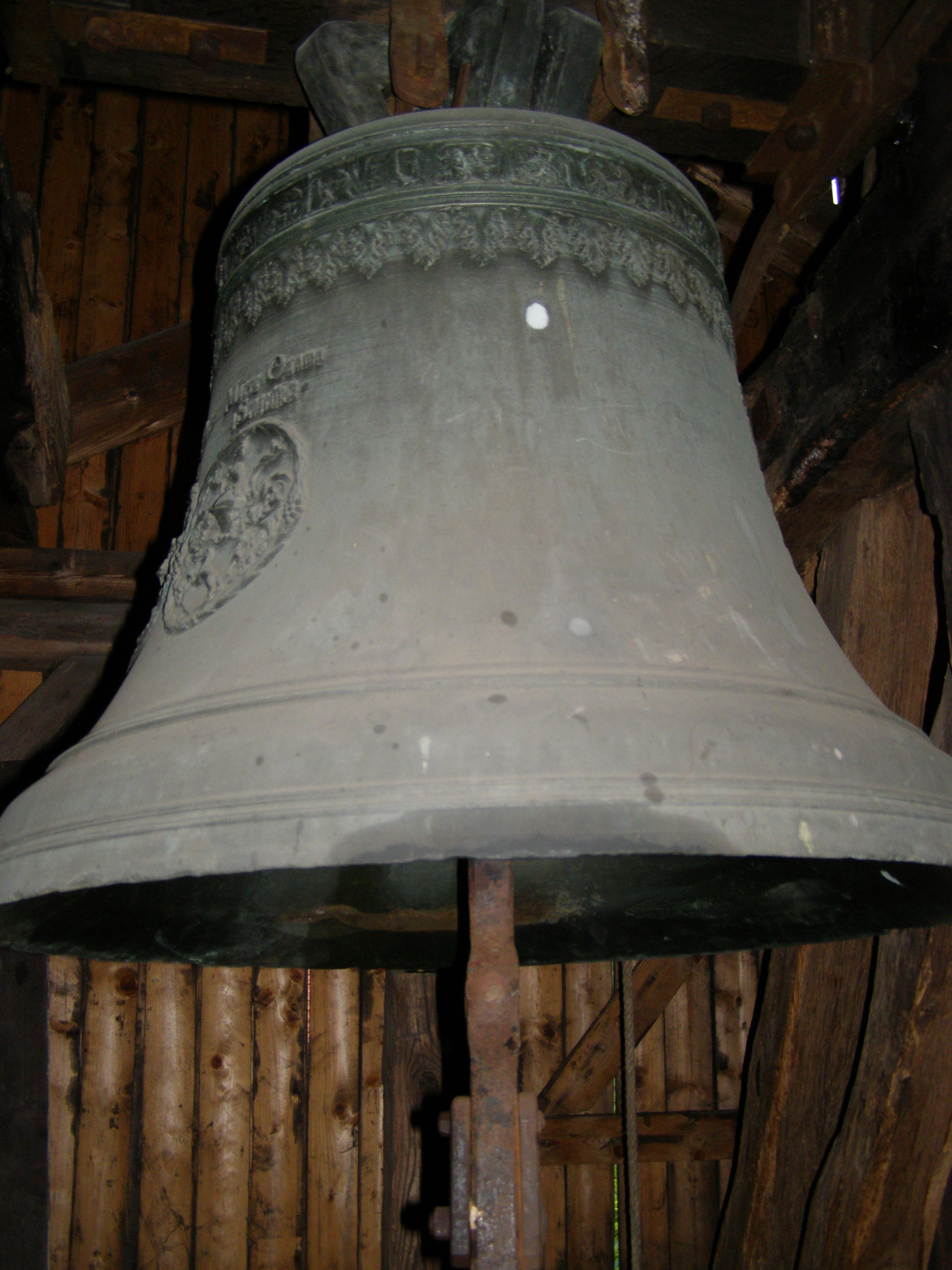
Jinonice, Praha 5, Noc kostelů, 23. května 2014
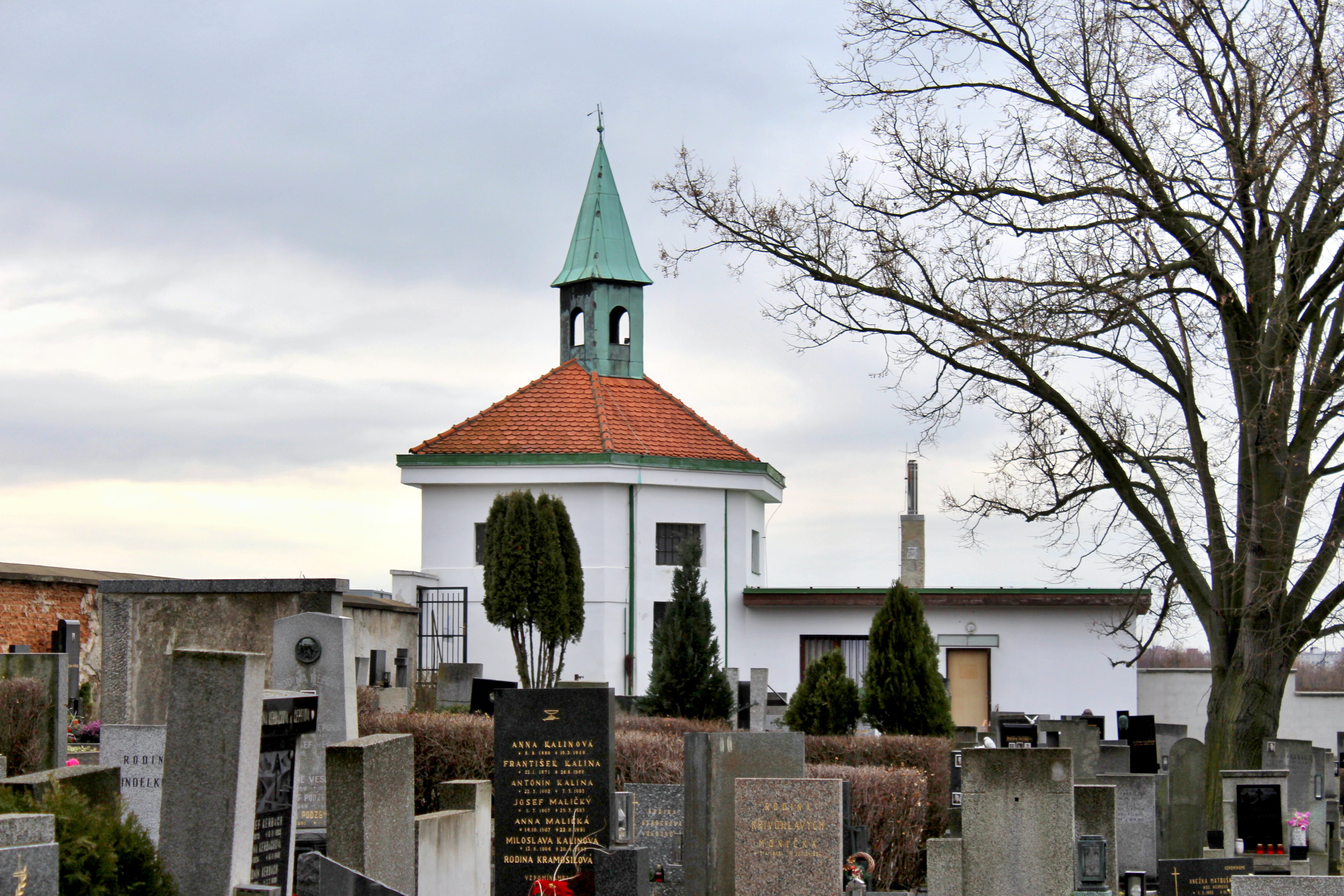
Hřbitovní kaple u kostela